# Corpus-Christi-Wasserkraftwerk
Das Corpus-Christi-Wasserkraftwerk ist ein in Planung befindliches, binationales Wasserkraftwerk- und Talsperrenprojekt in Argentinien (Provinz Misiones) und Paraguay (Departamento Itapúa) am Río Paraná.
Das Wasserkraftwerk soll auf eine Leistung von 3000 Megawatt ausgelegt werden. Andere Quellen sprechen von 2700 oder 4600 MW. Der Strom soll nach Brasilien geleitet werden. Die geschätzten Baukosten betragen 4 Milliarden Dollar. Die Hochwasserentlastung soll eine Leistungsfähigkeit von 30.000 Kubikmetern pro Sekunde bekommen, um die enormen Wassermengen des Paraná bei Hochwasser ableiten zu können.